# Páll S. Árdal
Páll Steinthórsson Árdal (1924-2003) était un philosophe islandais. Il s'est fait connaître dans le monde après sa thèse de doctorat sur David Hume, sur lequel il a publié plusieurs livres et de nombreux articles. Sa thèse obtenue en 1961, elle est sortie sous forme de livre en 1966, après quoi Árdal a enseigné la philosophie à l'Université Queen's de Kingston (Ontario, Canada).
Árdal fait partie des fondateurs de la Hume Society, une association pour les commentateurs de Hume. Aujourd'hui encore, cette association publie la revue biannuelle Hume Studies. Il est également docteur honoris causa de l'Université d'Islande.